# Goiânia Arena
O Goiânia Arena, também chamado de Ginásio Valério Luiz de Oliveira, é um ginásio poliesportivo e arena multiuso brasileira, localizado em Goiânia, Goiás. Situa-se em próximo à BR-153. Com capacidade para 11.333 pessoas sentadas, possui quadra para a prática de esportes, mas vem sendo mais comumente utilizado para shows e eventos.
Seu espaço permite a realização dos mais diversos tipos de eventos, desde esportivos a shows artísticos e culturais, feiras, colações de grau, congressos, convenções e festas realizadas no estado de Goiás.

## História
O Goiânia Arena foi construído em meados de 1998 como parte do desenvolvimento do Jardim Goiás, um dos bairros da região sul de Goiânia, que já era alvo de múltiplas ações e investimentos para o seu desenvolvimento desde sua fundação em 1950. A inauguração se deu em 2002. Em 2015, o nome do ginásio passou a homenagear o jornalista esportivo Valério Luiz de Oliveira, morto em 2012.
Ao longo da história, o Goiânia Arena foi destinado principalmente para shows e eventos de artistas nacionalmente notórios. Quando as proporções de shows e eventos são maiores, como artistas internacionais, os eventos ocorrem no Estádio Serra Dourada. Apesar disso, nomes como Elton John e Bonnie Tyler já se apresentaram no local.
No aspecto esportivo, o Goiânia Arena já recebeu jogos da Liga das Nações de Vôlei Masculino (VNL) e eliminatórias da Copa do Mundo de Basquetebol Masculino.
O Goiânia Arena também foi o local escolhido para o velório de artistas notáveis, como Cristiano Araújo, morto em 2015, e Marília Mendonça, em 2021. O velório de Marília recebeu um público de 100 mil pessoas.